# Genius (site web)
Pour les articles homonymes, voir Genius.
Genius (anciennement Rap Genius) est un site web américain lancé en 2009 consacré au départ à l'explication des paroles de chansons rap. Plus tard, en 2014, il élargira son domaine et annotera - le changement sémantique marquant plus d'humilité dans l'approche des textes - l'actualité, la pop, le rap, la country, les sports, la loi, entre autres.
Pour tenir ses objectifs le site est rebaptisé Genius en juillet 2014.

## Genèse
Rap Genius est lancé en octobre 2009 par trois anciens étudiants de l'université Yale. Mahbod Moghadam, qui travaille alors pour un cabinet d'avocats, Tom Lehman, un programmeur employé par un fonds d'investissement et Ilan Zechory, gestionnaire de projets chez Google. L'idée leur vient à la suite d'un désaccord au sujet des paroles de Family Ties, une chanson du rappeur Cam'ron. Ils décident de trancher leur différend en faisant appel aux connaissances des internautes et lancent un site web fonctionnant sur le principe de la production participative (crowdsourcing). Jusqu'en décembre 2009, le site est baptisé Rap Exegesis. La première version est réalisée par Lehman. Moghadam, diplômé en 2008 de la faculté de droit de l'université Stanford, choisit de poursuivre l'aventure à plein temps. Ils sont bientôt rejoints par Zechory. Les fondateurs opèrent dans le quartier de Williamsburg à New York.

## Principe et fonctionnement
Le but de Rap Genius est d'interpréter les paroles de chansons rap. Lehman explique qu'elles renferment des figures de style, comme les métaphores filées, les rapprochant de la poésie plutôt que de paroles de chansons ordinaires. Décrypter l'argot des rappeurs n'est donc pas suffisant pour saisir le sens de leurs textes (« Rap lyrics are more closely comparable to poetry than to song lyrics -- there are often complex metaphors and extended conceits at play which a 'slang dictionary' will not help crack. »). Les contributeurs du site sont récompensés de leur participation par des « Rap IQ ». Le site dispose d'un blog et d'une « Rap Map » (en français : Carte du rap) qui utilise le service Google Earth pour localiser des lieux mentionnés dans les morceaux.
Le site ne se limite pas à l'annotation de paroles de rap, ses fondateurs estimant que le principe peut s'appliquer à toute sorte de documents. Des sections consacrées au rock, à la poésie et aux sujets d'actualité ont été ouvertes,.

## Popularité
Début 2011, l'audience du site atteint pour la première fois le million de visiteurs uniques par mois. comScore estime qu'elle dépasse les 2 millions de visiteurs uniques mensuels en août 2012. En octobre 2013, selon les données de la firme de mesure d'audience, 5,3 millions de visiteurs uniques ont accédé à Rap Genius à partir d'un ordinateur personnel situé aux États-Unis. En juin 2013, l'audience mondiale du site est estimée par comScore à 10 millions de visiteurs uniques.
En 2012, Rap Genius compte une dizaine d'employés et 200 000 contributeurs. Parmi eux figurent des artistes, comme Nas, 50 Cent et RZA, dont l'identité a été vérifiée,. 500 contributeurs ont été choisis par le staff pour occuper la fonction d'« éditeurs » (editors). Le site compte maintenant plusieurs communautés dont Rap Genius France, Rap Genius Deutsch, Rap Genius Poland, Rap Genius Maroc.
En novembre 2013, la National Music Publishers Association (NMPA) envoie des avis de retrait (take-down notices) à cinquante sites web, dont Rap Genius, publiant des paroles de chanson sans avoir reçu d'autorisation. Le site annonce avoir déjà signé un contrat de licence avec la société d'édition musicale Sony/ATV Music Publishing et affirme être en contact avec d'autres firmes. Un accord avec Universal Music Publishing Group est annoncé en janvier 2014.

## Investisseurs
Ben Horowitz (en) fait la connaissance des fondateurs du site durant les programmes de rencontres organisés par Y Combinator. En 2013, le fonds de capital risque Andreessen Horowitz investit 15 millions de dollars dans Rap Genius.

## Genius France
En 2010, Genius France voit le jour quelques mois seulement après l'ouverture du site. En 2014, les dirigeants francophones du site ont dévoilé une discographie du rap français.